# نقشه‌برداری انتقال به سرخ

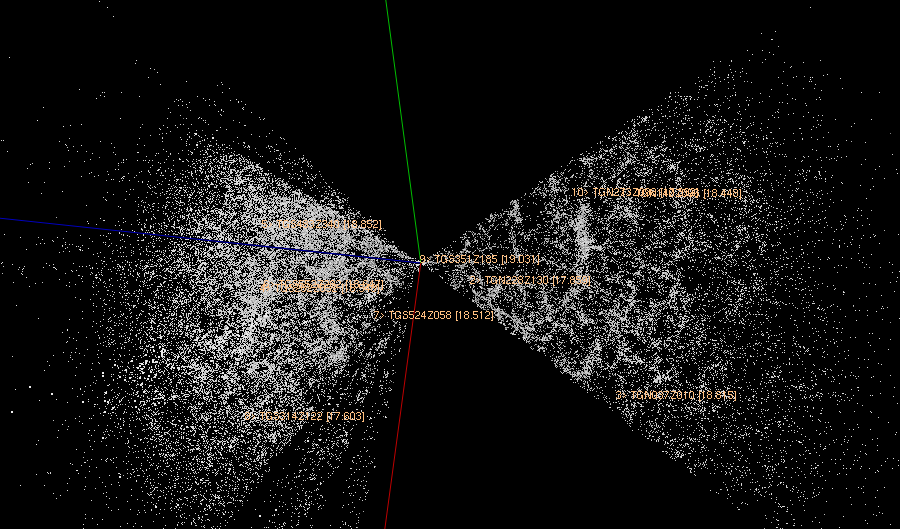
رندرکردن داده‌های ۲دی‌اف‌جی‌آر‌اِس

در اخترشناسی، نقشه‌برداری انتقال به سرخ (به انگلیسی: Redshift survey) نوعی نقشه‌برداری نجومی از آسمان برای اندازه‌گیری میزان انتقال به سرخ اجرام آسمانی است. بر پایه قانون هابل می‌توان با استفاده از انتقال به سرخ فاصله اجرام از زمین را محاسبه نمود. با ترکیب انتقال به سرخ با داده‌های موقعیت زاویه‌ای، یک نقشه انتقال به سرخ، توزیع سه‌بعدی ماده در منطقه‌ای از فضا را به تصویر می‌کشد.